# Восстание дейнеков
Восстание дейнеков в 1657—1658 годах (укр. Повстання дейнеків) — крестьянское восстание против социального гнёта на Левобережной Украине в середине XVII века.

## Дейнеки
Дейнека в Запорожском казачьем войске — нарицательное название новообращенных казаков, а также неказачьего населения, воюющих на стороне (или в составе) казачьего войска («показаченного крестьянства»), вооруженных  (укр.) «де-не-як» («абы как», «абы чем»), в том числе рогатинами, палицами, часто просто палками, дубинками, цепами (также, от турецкого «değnek» — палка, дубинка).

## Начало восстания
Восстание началось на Полтавщине осенью-зимой 1657 года.
На территории Полтавского казачьего полка из дейнеков был сформирован целый полк под командой полковника Ивана Донца. Отряды дейнеков возглавляли С. Довгаль, И. Довгаль, М. Стрижна, И. Искра. Повстанцы требовали права на свободное изготовление водки (самогоноварения), охоты, права избирать гетмана на «Чёрной раде». Народным движением воспользовалась оппозиция гетмана И. Выговского.
Дейнеки присоединились к восстанию Я. Барабаша и М. Пушкаря (1657) против Выговского, его ориентации на союз с Речью Посполитою с целью лишить Выговского гетманства.
Попытки Выговского примириться с мятежниками завершились неудачей. Тогда гетман сказал: «Усмирю мечом своевольников».

## Поражение
В июне 1658 года в сражении под Полтавой его войска разгромили дейнеков, усиленных московскими отрядами. Лидер восставших М. Пушкарь погиб в бою (его голову принесли в подарок Выговскому). Под Полтавой были рассеяны и отряды дейнеков, входивших в состав войска мятежников.